# ОШ „Вук Караџић” Лебане
Основна школа "Вук Караџић" у Лебану је двадесет година свога рада навршила у години обележавања два миленијума хришћанства широм света. Школа постоји и данас, њу укупно похађа 675 ученика у 42 одељења, од тога 308 девојчица и 368 дечака. 

## Историјат
Основна школа "Вук Караџић" у Лебану почела је са радом 1981. године. Више од тридесет година школа гради своје име и постиже много успеха захваљујући огромном раду и труду својих наставника, ђака и осталог особља. Доказ за ову тврдњу су многи ученици који су завршили ову школу, а припадају рејону друге школе. Генерације младих су кроз учење, игру и радост одрастале и духовно сазревале. Школа је у последњој деценији доживела много позитивних промена како на пољу васпитно-образовног рада, тако и у модернизацији наставног процеса и средстава.
У школи је запослено 104 радника. Школу похађа 675 ученика у 42 одељења.

## Истурена одељења
1.Поред централне школе постоје издвојена одељења у Бувцу за насеља Бувце, Пороштица и Рафуна, Кривачи за насеље Кривача, Прекопчелици за насеље Прекопчелица и Секицол, Бачевини за насеља Бачевина и Свињарица, Дрводељ за насеље Дрводељ, Рафуна, за насеље Рафуна (не ради од 1976. године), Секицол, за насеље Секицол (не ради од 1964), Свињарица, за насеље Свињарица (не ради од 1991. године), Слишане, за насеље Слишане и Свињарица, Шилово, за насеље Шилово, Радиновац, Штулац, за насеље Штулац, Шумане, за насеље Шумане и Шарце.
У школској 1999/2000. години Основна школа "Вук Караџић" својом делатношћу покрива следећа подручја и насеља:
2. Град Лебане, где је и седиште школе
Улице: Цара Душана -од раскрснице са улицом 19. август према Кривачи, 19. август- лева страна, Цара Лазара, Радована Ковачевића, Магдалене Николић, Крфска, Победе, Хајдук Вељко, Карађорђева, Светозара Марковића, Девет Југовића, Милана Топлице, Видовданска, Косовска, Иве Андрића, Стевана Синђелића, Саве Ковачевића, Војводе Степе, Милоша Обилића, Ђурђевданска, Радничка, Михајла Пупина, Змајева, Војводе Путника, Ђуре Јакшића, Танаска Рајића, 8. марта, Жикице Јовановића Шпанца, Гаврила Принципа, Ратка Павловића, Доситејева, Николе Пашића, 8. новембра, Николе Тесле, Стојана Љубића, Јабланичка, Јужноморавских бригада и Нушићева.
Осим у издвојеним одељењима у Бувцу, где се настава одвија у свим разредима од првог до осмог разреда, у свим осталим издвојеним одељењима која раде, настава се одвија за ученике од првог до четвртог разреда.
Школски објекти у истуреним одељењима су старијег датума и сви су захтевали темељите реконструкције и адаптације.
У Шуману зграда је адаптирана 1992. године када су створени услови за рад предшколске групе деце која се припрема за полазак у први разред. Године 1999. средствима буџета СО асфалтиран је спортски терен за мале спортове у школском дворишту.
У Бачевини је изграђен нов школски простор 1986. године.
У Штулцу је у 2000. години завршена изградња нове школске зграде.
У Прекопчелици адаптација школске зграде је извршена 1990. године.
Адаптација зграде у Шилову извршена је 1985. године.
Адаптација школских објеката у Бувцу извршена је 1998. године.
Школски објекат који је у незадовољавајућем стању и који је у даљем периоду неопходно реконструисати је у Дрводељу, уколико не доживи судбину одељења која су престала са радом.

## Нова школска зграда
Уз поштовање педагошких захтева за потребним просторијама којима треба да располаже школска зграда и положај зграде, величину школског дворишта, школских спортских терена и других услова, за локацију је одређена површина фудбалског игралишста ФК "Радан" Лебане. Две су погодности овде спојене: локација и површина терена задовољавају захтеве школе и пресељење игралишта клуба на нову локацију "Јаруге" која омогућава формирање и изградњу савременог спортског центра. Захваљујући томе коначно је зграда лоцирана на игралишту. Носилац изградње и инвеститор радова била је Самоуправна заједница основног образовања и васпитања општине Лебане уз огромну помоћ Републичке СИЗ основног образовања и васпитања Србије Београд. Техничку документацију за изградњу школске зграде урадило је предузеће за пројектовање, индустријску кооперацију и инжењеринг "ИНКОПРОЈЕКТ" Лесковац. Извођење радова поверено је Комуналном предузећу "Радан" Лебане. Између инвеститора и извођача закључен је уговор о грађењу. Уговором рок почетка рада није предвиђен, али се из грађевинског дневника види да је први дан рада 31. 7. 1978. године. Решење о одобрењу градње донело је Одељење за привреду, урбанизам и финансије Скупштине општине Лебане под бројем 5 Број 351-195 од 18. 8. 1978. године. На основу пројектне документације школски објекат располаже са 12 класичних учионица, 8 специјализованих учионица са кабинетима, библиотеком са читаоницом, салом за физичко васпитање са пратећим просторијама, кухињом са трпезаријом, управним просторијама, холовима, санитарним просторијама,а све према тада важећим педагошким захтевима. Радови на изградњи школске зграде трајали су све до 9. 2. 1981. године,када је школска зграда и усељена, почетком другог полугодишта школске 1980/1981. године. Решењем 06 Број 164127 од 18. 6. 1981. године Општинског секретаријата за инспекторске послове Скупштине општине Лебане утврђено је да су испуњени сви прописани услови у погледу техничке опремљености и заштите на раду за рад Основне школе "Вук Караџић" Лебане. Записником Комисије за технички преглед објекта, од 3. 2. 1981. године утврђено је да се може издати одобрење за употребу зграде школе ако се до 20. 3. 1981. године отклоне уочени недостаци. Самоуправна интересна заједница основног образовања и васпитања општине Лебане, Уговором Број 04-3260/1 од 29. 12. 1981. године, пренела је школи на коришћење и управљање школску зграду.

## Оснивање и конституисање нове школе
Када је већ било извесно да ће изградња зграде за нову школу бити завршена, приступило се активним припремама за оснивање нове школе. У том циљу сачињен је Елаборат о друштвено-економској оправданости оснивања нове основне школе у Лебану. Елаборат је усвојен на седници Скупштине СИЗ-а основног образовања и васпитања општине Лебане, одржаној дана 5. септембра 1980. године. У Елаборату је записано: Нова основна школа у Лебану, која обухвата децу узраста од 7 до 15 година чије је пребивалиште у Лебану. Нова основна школа такође обухвата и децу узраста 11-15 година чије је пребивалиште у: Гргуровцу, Поповцу, Горњем Врановцу, Шуману, Кривачи, Шилову, Прекопчелици, Штулцу, Гегљи, Свињарици и Бачевини. Након усвојеног Елабората Скупштина самоуправне интересне заједнице основног образовања и васпитања општине Лебане донела је одлуку о оснивању Основне школе "Вук Караџић" Лебане. Донетом одлуком о оснивању нове школе створени су правни услови да се до краја проведу све активности на конституисању школе као радне организације. До избора органа управљања- радничког савета све послове преузела је Матична комисија. За директора школе именован је Божидар Николић,наставник разредне наставе,дотадашњи в.д. директор.

## Директори школе
Николић Боривоје Божидар је био вршилац дужности директора од оснивања до 30. 4. 1981. године, а директор је био од 30. 4. 1981. до 1. 6. 1996. године. Рођен је 26. 9. 1934. године у Горњем Трњану, општина Лесковац. Завршио је учитељску школу 1955/1956,а затим Педагошку академију. Од 1. фебруара 1978. године почиње да ради у Лебану на послове секретара Самоуправне интересне заједнице основног образовања Лебане и директора у изградњи нове основне школе у Лебану. Послове секретара обављао је професионално до 1. 9. 1980. године. Након завршетка грађевинско-занатских радова на новој Основној школи изабран је за директора школе. У основној школи "Вук Караџић" као директор ради све до пензионисања 1997. године. У његовом мандату директора школа је добила више значајних признања и са Републичког нивоа.
Пауновић Светислава Стојан је био директор школе од 1. 6. 1977. године. Рођен је 29. 9. 1944. године у селу Рафуна, општина Лебане. Основну школу завршио је у Бувцу, а Гимназију у Лесковцу. Вишу педагошку школу завршио је у Врању и стекао звање наставника. Звање професора физике и техничког образовања стекао је у Ријеци. Радио је у Основној школи у Бувцу, затим у издвојеним одељењима у гимназији у Лесковцу и Лебану где је предавао физику и техничко образовање. Радио је и у средњој техничкој школи "Вожд Карађорђе", у школи за КВ раднике у Лебану. 1980. године изабран је за директора Центра, а 1. 1. 1977. преузима дужност заменика директора Образовног центра "Стојан Љубић" Лебане. 1. 6. 1997. године именован је за директора основне школе "Вук Караџић" Лебане.

## Школске секције
Сваке школске године у нашој школи успешно раде секције: рецитаторска, литерарна, драмска, одбојкашка, ликовна, математичара, младих биолога, младих физичара, историјска, географска, физичара, страних језика (руског, француског и енглеског језика), саобраћајна, информатике и рачунаствра, хемијска, фудбалска, одбојкашка, кошаркашка, фолклорна, рукометна, стоног тениса и шаховска. Сваке школске године у хору учествују 80 до 100 ученика. 
Захваљујући резултатима редовне наставе и ваннаставних активности, сваке школске године на такмичењима и смотрама учествује до 400 ученика школе, од општинског до републичког такмичења, узимајући појединачна и екипна учешћа. 

### Спортска секција
Спортске секције почињу са радом од 1980. године. Ту спадају: рукомет, гимнастика, одбојка, кошарка, стрељаштво, стони тенис, шах, фудбал и фолклор. 
Ученици и наставници заједно свих ових година учествују на многим спортским и другим приредбама, свечаностима, смотрама, манифестацијама и такмичењима као што су:
1. 6. новембар- Дан школе, Спортски сусрети са другим школама на територији општине Лебане,
2. 8. новембар- Дан ослобођења Лебана, Уличне трке у сарадњи са Општинским спортским савезом,
3. 27. јануар- Свети Сава- Школска слава, Спортски сусрети са другим школама на нивоу општине,
4. 13. март- Спортски сусрети поводом Дана школе "Радован Ковачевић" Лебане,
5. 18. април- Спортски сусрети поводом Дана школе "Радоје Домановић" Бошњаце,
6. 25. мај- Дан младости, вежбе за јавни наступ у којима учествују сви ученици и наставници.

### Рецитаторска,драмска и литерарна секција
Ученици су били веома успешни на такмичењима рецитатора. Редовно их је било и на регионалном такмичењу. Међу најуспешнијим били су Луковић Гордана, Јовић Саша, Бора Тошић и многи други.
У школи је са пуно успеха радила и литерарна секција. Кроз ову секцију прошао је веома велики број ученика, учећи се писању првих стихова и првих прозних радова. Чланови секције учествовали су у свим активностима културно-уметничког садржаја организованих у школи и ван ње. 

### Ликовна секција
Од формирања школе успостављен је и рад ликовне секције. Обдареним ученицима пружена је могућност да продубљују интересовање за поједине садржаје из ликовне уметности и развијају способност за ликовно стваралаштво. Оскудна наставна средства нису никада била непремостива препрека у реализацији задатака. Сналажљивошћу, импровизацијом и упорношћу ученика и наставника практични радови ученика увек су били на завидном нивоу. Ликовна секција поседује близу 1000 радова ученика (цртежа, слика, вајарских радова и графика).

### Хорска секција и оркестар
У овој школи у свакој школској години хором и оркестром су обележавани:
1. 26. септембар- "Стазама Слободе",
2. 8. новембар- Дан ослобођења Лебана и Дан школе,
3. 29. новембар- обележавање Дана републике,
4. 22. децембар- Дан аримија Југославије,
5. 27. јануар- Свети Сава- Школска слава,
6. 26. март- обележавање погибије Косте Стаменковића,
7. 13. мај- Дан милиције,
8. 9. мај- Дан победе над фашизмом,
9. 25. мај- Дан младости.

## Награде и признања
У току рада школе ученици и упошљеници школе добијали су колективне награде и признања за показане резултате на разним пољима рада. Најзначајније су:
1. Новембарска награда СО-е Лебане за 1982. годину,
2. Диплома и плакета за освојено треће место- бронзану медаљу на четвртој Републичкој смотри ученичких задруга и Народне технике Србије,
3. Златни Знак Црвеног крста Србије,
4. Плакета Савеза удружења бораца НОР-а Југославије,
5. Новембарска награда СО-е Лебане, хору школе,
6. Диплома и медаља Владе Републике Србије, Министарства просвете- најбољој школи у Јабланичком округу у спортским активностима за период од 1997-2000. године,
7. Диплома Владе Републике Србије, Министарство за омладину и спорт Републике Србије и Министарство просвете Републике Србије за освојено девето место на првенству Србије у одбојци, учешће 1998. године,
8. Признање Шаховског савеза Србије за учешће на двадесетом првенству у шаху основних школа 1990. године, одржаном на Златибору.

## Галерија
- Зборница школе
- Школска учионица
- Учионица школе
- Радови ученика
- Поглед на школу и на школски терен
- Поглед на школско двориште
- Пехари ученика
- Зграда школе
- Школска зграда
- Кабинет за информатику
- Издвојено одељење предшколске установе у школи
- Хол школе
- Радови ученика школе
- Двориште школе
- Хол на улазу у школу